# Greg Holland
Gregory Scott Holland (Marion, 20 novembre 1985) è un giocatore di baseball statunitense, lanciatore di rilievo per i Kansas City Royals nella Major League Baseball.

## Carriera

### Inizi e Minor League
Holland frequentò la McDowell High School nella sua città natale, a Marion, Carolina del Nord e si iscrisse alla Western Carolina University di Cullowhee. Da lì venne selezionato al 10º turno del draft MLB 2007 dai Kansas City Royals. Assegnato già dal 2007 nella classe Rookie, giocò poi l'intera stagione 2008 nella classe A-avanzata, e la stagione 2009 prevalentemente nella Doppia-A con il debuttò successivamente nella Tripla-A. Iniziò la stagione 2010 nella Tripla-A.

### Major League

#### Kansas City Royals

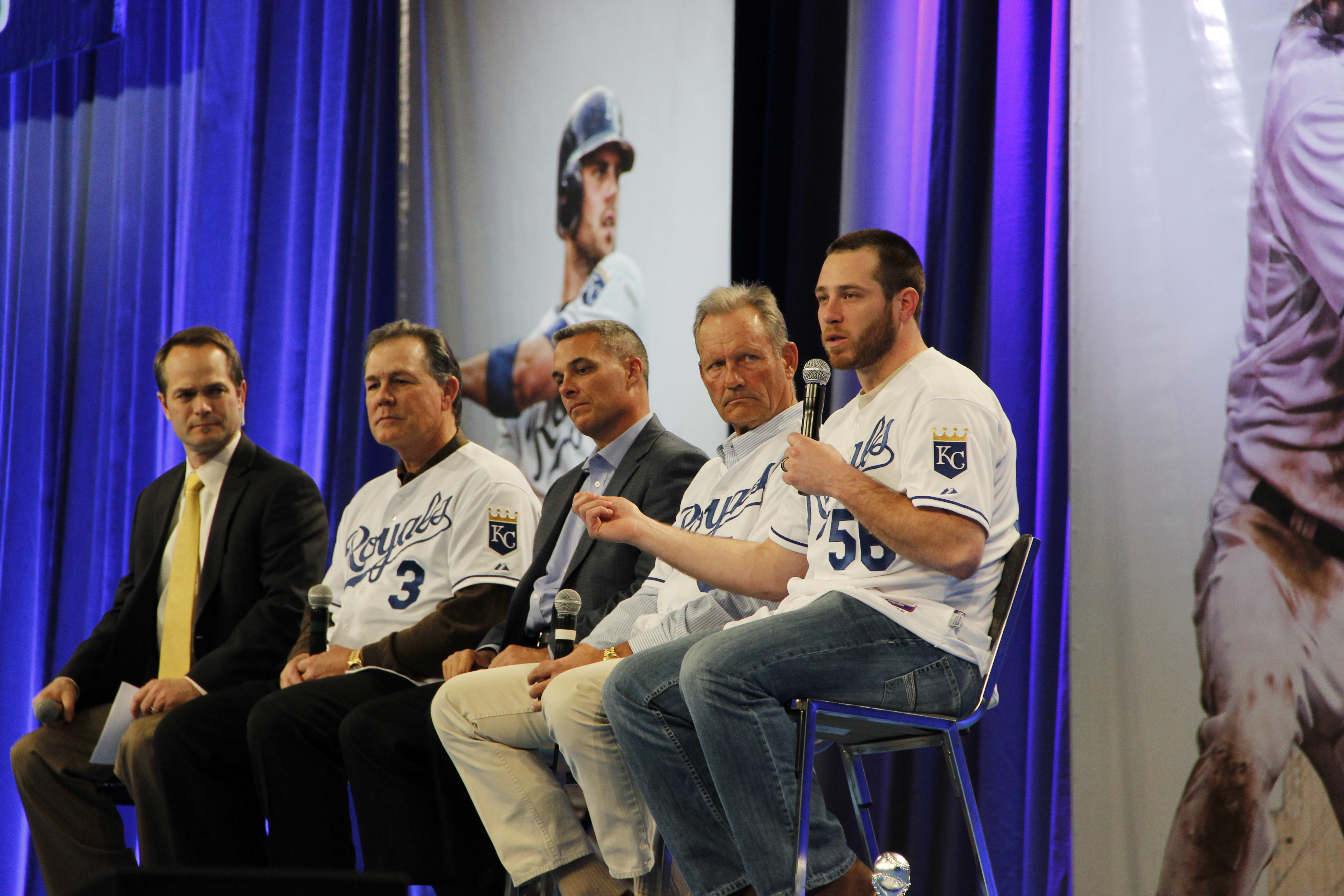
Holland (primo a destra) nel 2014

Debuttò nella MLB il 2 agosto 2010, al Coliseum di Oakland, contro gli Oakland Athletics. Nella sua prima stagione disputò 15 partite come lanciatore di rilievo nella MLB (36 nella Tripla-A), totalizzando 23 strikeout e una media PGL di 6.75. La sua prima vittoria la ottenne il 19 maggio 2011 contro i Texas Rangers. La sua seconda stagione si chiuse con un bilancio di 5-1 e 1.80 di media PGL. L'anno successivo divenne il closer della squadra, terminando con un bilancio di 7-4, con 16 salvezze.
Nel 2013, Holland ottenne 47 salvezze (un nuovo record di franchigia) su 50 opportunità, venendo convocato per il suo primo All-Star Game. La seconda selezione la ottenne l'anno successivo, convertendo 46 salvezze su 48 opportunità. Nei playoff ottenne 7 salvezze, coi Royals che raggiunsero le World Series, perdendole contro i San Francisco Giants. Il 22 Holland ottobre fu premiato con l'inaugurale Mariano Rivera Award come miglior closer della lega.
Nel 2015, dopo avere ottenuto 32 salvezze nella stagione regolare, i dottori rilevarono una "significativa rottura" in un legamento del giocatore, chiudendo in anticipo la sua stagione, coi Royals che tornarono alle Word Series, vincendole contro i New York Mets. Il 2 ottobre 2015, Holland si sottopose alla Tommy John surgery, perdendo l'intera stagione 2016. Dopo quell'annata fu svincolato dai Royals, divenendo free agent per la prima volta in carriera.

#### Colorado Rockies
Il 26 gennaio 2017, Holland firmò un contratto di un anno con i Colorado Rockies. Il 3 aprile guadagnò la prima salvezza dal 17 settembre 2015, nella vittoria sui Milwaukee Brewers. Ad aprile fu premiato come lanciatore di rilievo del mese, premio poi bissato a maggio. Il 2 luglio fu convocato per il terzo All-Star Game in carriera.

#### St. Louis Cardinals e Washington Nationals
Holland sottoscrisse il 31 marzo 2018, un contratto di un anno del valore di 14 milioni, con i St. Louis Cardinals. È stato assegnato lo stesso giorno ai Palm Beach Cardinals nella categoria A+ della minor league, per verificare le sue condizioni fisiche prima dell'eventuale promozione in major league. Fu designato per la riassegnazione il 27 luglio e svincolato il 1º agosto.
Il 7 agosto 2018, firmò da free agent con i Washington Nationals ed a fine stagione tornò free agent.

#### Arizona Diamondbacks e ritorno a Washington
Il 31 gennaio 2019, Holland firmò un contratto annuale con gli Arizona Diamondbacks. Il 7 agosto venne designato per la riassegnazione, e il 10 agosto venne svincolato.
Il 13 agosto 2019, Holland firmò un contratto di minor league con i Nationals e venne assegnato nella Doppia-A con gli Harrisburg Senators. Divenne free agent il 4 novembre a stagione conclusa, senza aver giocato con i Nationals una sola partita nella MLB.

#### Ritorno ai Royals
Il 2 febbraio 2020, Holland firmò un contratto di minor league con i Royals.

## Palmarès

### Club
- World Series: 1

Kansas City Royals: 2015

### Individuale
- MLB All-Star: 3

2013, 2014, 2017
- Capoclassifica della National League in salvezze: 1

2017
- Rilievo dell'anno dell'American League: 1

2014
- Comeback Player of the Year: 1

2017
- Rilievo del mese della NL: 2

aprile e maggio 2017